# 鹹水湖
咸水湖（英語：Salt lake），或盐湖、盐水湖，是指以咸水形式积存在地表上的湖泊，一般湖水鹽度大於3.5 %（海水）。由于水少有流出，蒸发量大，因而含盐量高，故名。多數位於內流河的末端。中国境内的咸水湖有青海湖、罗布泊、纳木错等。
按地球膨胀学说和板块构造学说推断，古地球直径较小，地表几乎由自然的咸冰及少量咸水所包裹，经历冰河时期。随着地球非对称性膨胀，地壳分裂并相互挤压，海底形成，陆地凸显，能接受到更强的阳光，大量冰川融化，咸水流入低凹的海床，同时，云层与雨雪形成，淡水出现，一方面，低熔点咸冰川最终被高熔点的淡水冰川所取代；另一方面，大部分陆地凹处存留咸水，受雨水河流冲洗、稀释，形成淡水湖；以及后期堰塞湖、人工湖等构成了淡水湖。然而，由膨胀而托起的内陆封闭大凹地中的咸水，环境相对封闭，在蒸发与雨雪的平衡中，表现出一定范围的盐浓度变化，但仍然部分保留着历史的本色，它们应当是地球变迁的一大见证。

## 世界知名鹹水湖
- 裏海－世界最大的湖，位於亞洲与欧洲交界，面積371,000平方公里，其水面面積超過排名2-7位的湖泊的總合。
- 死海－世界最低的湖，位於約旦和以色列交界，湖長67公里，寬18公里，面積810平方公里。湖面海拔負418米，同時也是含鹽度第三高的湖，達到23%至30%左右[1]。死海的浮力很大，可以使一个人輕易地浮在水面上

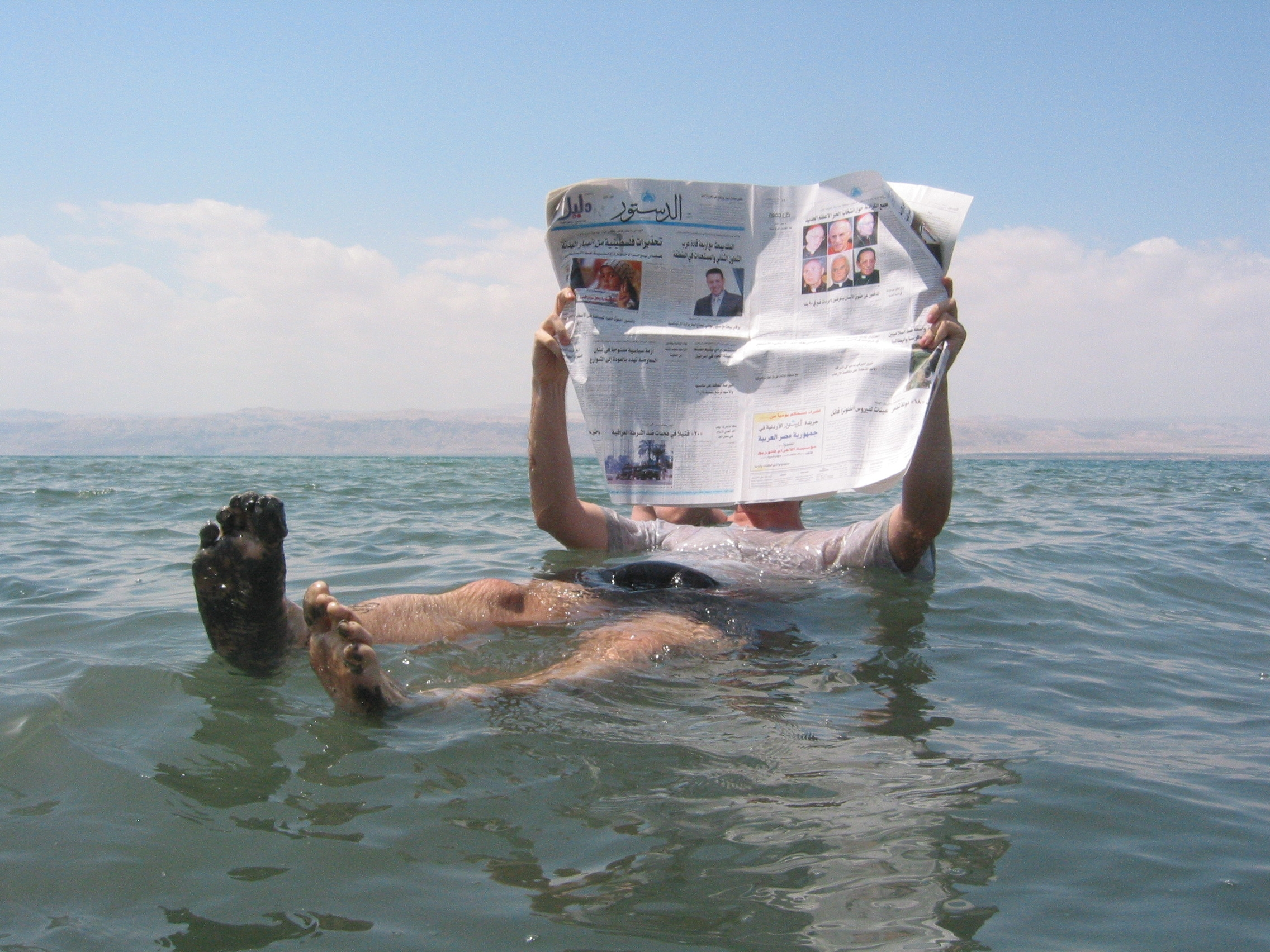
死海的浮力很大，可以使一个人輕易地浮在水面上

- 大鹽湖－美洲最大的鹽水湖，位於美國猶他州西北部。
- 艾耳湖－澳大利亞最大的湖。
- 纳木错－世界最高的鹽水湖，湖面海拔4718米，位於中國西藏中部。
- 察爾汗鹽湖(青海湖)－中國最大的鹽湖，位於柴達木盆地。
- 玫瑰湖－粉紅色的鹽湖，位於塞內加爾[2]。

## 鹹水湖與古代人類文明
由於鹽水湖中含鹽量高，可用自然撈取的方式容易地取得食鹽，因而是古代內陸地區人類獲取鹽分的重要來源。部落之間爲了爭奪對鹽水湖的控制甚至會發動戰爭。